# 宇都宮ブリッツェン
宇都宮ブリッツェン（うつのみやブリッツェン）は、栃木県宇都宮市を本拠地とする自転車ロードレースのプロチーム（コンチネンタルチーム）である。「ブリッツェン（BLITZEN）」はドイツ語で「稲妻が輝く」という意味で、「雷都宇都宮」に因んで命名された。サイクルスポーツマネージメント株式会社が運営している。

## 概略
毎年世界トップクラスが参加するジャパンカップサイクルロードレース、そしてアジア初の世界選手権自転車競技大会ロードレースの開催地として知られている宇都宮市において、同市出身のプロレーサーである廣瀬佳正が「地元でプロチーム設立したい」という夢の実現のため、2007年よりブラッキー中島の協力を得て企画書を作り関係各所を回って賛同を集めた。2008年3月に元々宇都宮市の職員で、サイクリングなどを通じて自転車の街づくりをやろうとしていた砂川幹男より返事があり、同年夏より準備に取り掛かり、10月20日に発足した。
宇都宮に密着したクラブチームとして地元スポンサーを募り、宿舎・クラブハウスを整備し、国際自転車競技連盟（UCI）に加盟の上、2009年よりチーム始動。UCI加盟には選手8名が必要のため、契約金節約も兼ねて地元栃木県出身の柿沼章が監督兼選手を、廣瀬はコーチ兼選手としてそれぞれ選手登録した。運営会社のサイクルスポーツマネージメント株式会社の社長・ゼネラルマネージャーには馬場隆司が就任した。砂川幹男は取締役に就任した。
株式会社インターマックス代表で「日本人で初めて近代ツールを走った」今中大介がテクニカル・アドバイザーとして、栃木県出身の競輪選手神山雄一郎もスプリント・アドバイザーとしてチームに加入した。元F1ドライバーでロードレーサーとしても活躍する片山右京もドライバー・スタッフ（当初はメンタル・アドバイザー）として参加。2010年には「BLITZEN Team UKYO」として実業団ERクラスに参戦。同年のジャパンカップではブリッツェン正規メンバーとしてクリテリウムに出場した。

## 歴史
- 2009年
  - ベテランと実力派の中核ライダー、そして将来性のある若手まで、バランスの取れたチーム編成でチーム始動[4]。
  - 4月26日、デビュー戦の「第43回全日本実業団東日本サイクルロードレース大会」で、長沼隆行が勝利した。
  - 10月、砂川幹男が代表取締役社長就任[3]。
  - 10月25日、ジャパンカップサイクルロードレースでは廣瀬佳正が山岳賞を獲得。
  - i-nos により ブリッツェン公式応援ソング「world goes round」が制作されている。
  - シーズン末で、清水良行と中山卓士が退団。

- 2010年
  - 2010年のチームには栗村修が監督に就任、前監督の柿沼章は選手に復帰、若杉厚仁が加入した。
  - 4月1日、チームの運営母体サイクルスポーツマネージメント株式会社の新社長に砂川幹男が就任。
  - 5月27日〜5月30日、UCI2.2 ツール・ド・熊野の第1ステージにて、辻善光がシーズン初優勝を飾る。第3ステージでも辻は日本人最高位となるステージ4位に入り、スプリント能力を発揮。個人総合ポイント賞で辻が3位に、個人総合山岳賞でも長沼隆行が3位にそれぞれ入って、2人が表彰台に上がった。
  - 6月27日、広島森林公園にて開催された全日本選手権において、中村誠が10位でゴール、ツール・ド・熊野の辻に続いてUCIポイントをチームとして獲得。
  - 8月1日、Jサイクルツアー松川ロードにて、チームのサポートを受けた中村誠が力強い走りで念願のJサイクルツアー初勝利をあげる。
  - 10月19日、Jサイクルツアー輪島ロードにおいて、中村誠が2位。この結果、宇都宮ブリッツェンはJサイクルツアーの年間チームランキング3位を決め、個人ランキングでも中村が6位まで順位を上げる。
  - 11月14日、ツール・ド・おきなわ第2ステージで長沼隆行が果敢なアタックを決めて山岳賞を獲得する。
  - シーズン末、創立以来チームを支えてきた長沼隆行と斉藤祥太が退団。

- 2011年
  - チームNIPPOから増田成幸と初山翔を迎える。

- 2012年
  - 期待の若手飯野智行が加入。
  - シーズン末をもって若杉厚仁と初山翔が退団、キャプテン廣瀬佳正が現役引退し、ゼネラルマネージャーに就任。

- 2013年
  - ベテランの鈴木真理を迎えてスプリント強化。キャプテンは中村誠が就任。
  - シーズン末をもって栗村修監督が退任。飯野智行、中村誠、郡司昌紀が現役を引退した。

- 2014年
  - 清水裕輔が新たに監督就任に、前監督の栗村修がテクニカルアドバイザーに、キャプテンは鈴木真理が就任。
  - 増田成幸がキャノンデール・プロサイクリングから復帰、鈴木譲、阿部嵩之、大久保陣、青柳憲輝が新たに加入した。
  - 4月 運営会社のサイクルスポーツマネージメント株式会社の社長に柿沼章が就任。前社長の砂川幹男は代表取締役会長に就任[3]。

- 2015年
  - 2015年シーズンは、2014年シーズンの選手・監督が全員そのまま契約を更新[5]。
  - シーズン末をもって、城田大和が退団、青柳憲輝が現役引退。

- 2016年
  - 飯野智行が現役復帰、雨澤毅明と小野寺玲が加入[6]。
  - 9月1日 運営会社のサイクルスポーツマネージメント株式会社の事務所移転。
  - シーズン末をもって、大久保陣と掘孝明が退団。

- 2017年
  - 馬渡伸弥と岡篤志が加入[7]
  - 5月 ジュニア育成プログラム「UP B-ling System」開始[8][9]
  - 10月21日 ジャパンカップ・クリテリウムにて今季限りで退団を表明した鈴木真理がレース3回目のスプリント賞を獲得[10]
  - 10月22日 ジャパンカップサイクルロードレースにて雨澤毅明が3位でゴールしチーム創設以来初のジャパンカップの表彰台に立った[11]。
  - 12月10日 第23回全日本シクロクロス選手権大会 小坂光が優勝。ブリッツェンとしても初のナショナルチャンピオンジャージ獲得[12]
  - シーズン末をもって、鈴木真理が退団。

- 2018年
  - 鈴木龍が加入、増田成幸がキャプテンに就任。
  - 1月17日 鈴木真理と「ブリッツェン・ステラ」および「ブラウ・ブリッツェン」のコーチ契約締結[13]
  - 3月末 ブリッツェンフェアリーおよびブリッツェンフェアリー自転車競技部が解散[14]
  - 7月21日 JPT大田原クリテリウム 小野寺玲の勝利によって宇都宮ブリッツェン創設からのチーム通算50勝目達成[15]
  - 7月、代表取締役会長の砂川幹男は、代表権のない取締役会長就任[3]。
  - 8月24日 JPTのロードレースチーム対抗のトラックレース トラックフェスティバル'18（開催場所は宇都宮競輪場） 優勝
  - シーズン末をもって、飯野智行、馬渡伸弥、雨澤毅明が退団[16]、鈴木真理と「ブラウ・ブリッツェン」のコーチ契約満了[17]。田村メカニック退任。

- 2019年
  - 堀孝明と小坂光がロードレースチームに復帰。中里聡史がメカニックとして加入[18]。
  - 2月23日 同日をもって廣瀬佳正がゼネラルマネージャー（GM）を退任（JBCFのGM就任のため）。GM業務は運営会社社長の柿沼章が兼務する[19]。
  - シーズン末をもって、岡篤志が退団。

- 2020年
  - 西村大輝と中村魁斗が新加入、大久保陣が再加入し、選手10名となる[20]。
  - シーズン末をもって、大久保陣、鈴木龍、鈴木譲が退団。

- 2021年
  - 今シーズンより新たに発足されるジャパンサイクルリーグに参戦[21]。
  - 小嶋渓円、貝原涼太、及川一総が新加入。清水監督がGM兼任に。
  - 3月27日 JCL（ジャパンサイクルリーグ）開幕戦 芳賀真岡ロードレース 増田成幸が優勝、西村大輝が2位[22]
  - 3月28日 JCL第2戦 宇都宮清原クリテリウム 小野寺玲が優勝し同レース4連覇[23]
  - 4月 砂川幹男、病気療養中のため取締役ではない会長就任[3]
  - 9月11日 三菱地所JCL 第6戦 ながとクリテリウムにて、1位 - 3位の表彰台独占したが、3位入賞の阿部嵩之がレース中にボトルを投げつけるという反スポーツマンシップおよび危険行為により、チーム及び運営会社として阿部嵩之の入賞賞金を返還し10月のレース出場停止処分とした[24]。
  - 9月21日 砂川幹男死去[3]
  - シーズン末をもって、小嶋渓円が退団[25]。

- 2022年
  - 宮崎泰史が新加入。
  - 10月15日 ジャパンカップクリテリウム表彰式にて増田成幸と清水監督の退団および西村大輝の次期監督就任、初の外国人選手として馮俊凱の加入を公表[26]。
  - 10月30日 小野寺玲のJCL個人総合優勝が決まる。チームとしての個人総合優勝は2012年の増田成幸のJプロツアーの個人総合優勝以来10年ぶりとなる[27]。
  - 11月16日 上述に加えてシーズン末をもって、貝原涼太、及川一総、宮崎泰史の退団を公表[28]。

- 2023年
  - 谷順成、馮俊凱、坂井洋（競輪選手を継続しバンクリーグ専属ライダー）、沢田時（ロード・シクロクロス・MTB）、本多晴飛が新加入。西村大輝が監督、廣瀬佳正がゼネラルマネージャーにそれそれ就任。キャプテンには新加入の谷順成が就任し、前シーズンに続いて阿部嵩之が副キャプテンとなった。メカニックスタッフとして荻田晴が加入[29]。
  - 10月8日 小野寺玲、小坂光、阿部嵩之、堀孝明、中村魁斗の今シーズンでの退団を発表。中村は競輪選手に挑戦し、ほかの4人は移籍となる[30]。

- 2024年
  - コロンビア人のYecid SIERRA（ジェシット シエッラ）とRuben ACOSTA（ルーベン アコスタ）、日本人の武山晃輔、花田聖誠、菅野蒼羅が新加入。貝原涼太が再加入し選手は11名。主将は前シーズンに続いて谷順成が就任。
  - シーズン末をもって、選手の本多春飛とYecid SIERRA、監督の西村大輝が退団した。

- 2025年
  - 岡篤志と小野寺玲が再加入、秋元碧が新規加入し、選手は過去最多の12名に。主将は前シーズンに続き谷順成が就任。エース候補の岡篤志と活躍が期待される秋元碧の加入で決まっていたところ、来期所属チームがない小野寺玲から進路について相談を受けており、病気療養中かつ、かつてのチーム立役者でもあるため急遽選手として契約した。2025年のチームスローガンは、選手や地域一体となり大きな夢に向かって進んでいくという想いを込め「ワンチーム・ワンドリーム（ONE TEAM ONE DREAM）」とした。新監督には過去に選手として在籍した鈴木真理が就任[31]。
  - 6月1日 ブラウブリッツェン所属の阿蘓来夢と選手契約し選手数は13名となる予定[32]。

## ウィーラースクール
チーム設立時から地域貢献活動として、小中高校等に出向いて自転車安全運転教室をウィーラースクールジャパンのブラッキー中島隆章からノウハウを伝授され、内容をブリッツェンなりにアレンジして毎年実施している。
- ウィーラースクール実績(2017年7月11日現在[33])

累計実施回数：154回
累計受講生徒数：43,727名
- ウィーラースクールのほか、宇都宮市の高齢者向け介護予防事業「いきいき自転車教室」、毎年夏には新聞店とコラボし「自転車教室＆補助輪外し教室」なども開催している。

- 2010年3月4日、チーム立ち上げ当初より積極的に行ってきたウィーラースクールの実績に対し、栃木県警宇都宮中央署より感謝状を授与された[34]。

## ブリッツェンフェアリー
- チーム創設時から活動していたレースクイーン。
- 2015年にブリッツェンフェアリー自転車競技部が誕生。
- 2018年3月末をもって活動終了し解散[14]。

### ブリッツェンフェアリー自転車競技部
- 2015年2月に結成し4月末のサイクルイベントでデビュー[35]
- サイクルイベントにゲストライダーとして参加や、サイクルイベントMCなどで活躍。
- 競技部メンバー

MAI（監督）
REI（主将）
MIHO（副主将）
AOI ※2015年12月1日加入
AZUSA ※2017年1月31日卒業
NENE ※2015年11月で卒業

## 育成チーム

### ブリッツェン☆ステラ
ジュニア育成を目的として、2017年5月より「UP B-ling System(アップビーリングシステム)」スタート（トライアウトは4月に実施）。8月にチーム名を「ブリッツェン☆ステラ」、チームジャージは黄色と決定。
自転車だけでなく、ランニングなどの基礎トレーニングや幅跳び、シャトルランリレーなどを組み入れた練習を通して、交通ルールや安全走行のマナーだけでなく、集団でのチームプレイやフェアプレイ精神を学ぶことで、スポーツのみならず日常生活においても優れた人間性の育成を目指している。
対象者 - 栃木県内在住の小学4 - 6年の男女。
練習場所 - 宇都宮競輪場、宇都宮市森林公園、道場宿緑地等（基本各自保護者による送迎）。
コーチ - 鈴木真理、柿沼章などが担当。

### ブラウ・ブリッツェン
宇都宮ブリッツェン公認の下部レーシングチームとして2010年に発足。同年7月と12月にトライアウト（選手選抜試験）を行い、JBCF（実業団）Jエリートツアーに参戦している。チームジャージはトップチームの赤い部分を青にしたものだったが、2012年シーズンより青基調の別デザインに変更。監督は廣瀬佳正、メンバーは約20名。2012年9月には安田大サーカスの団長安田が入団試験に合格しチームに加入している。
山根大嗣が2019年に試験を受け、チームに加入した。ブリッツェン☆ステラ卒業生の加入もあり、2021年時点ではメンバーは約35名となっている。

## 2025年陣容
- 監督 - 鈴木真理
- ゼネラルマネージャー - 廣瀬佳正

| 選手名       | 国籍       | 生年月日       | 前年所属チーム・（参加競技）                      |
| ------------ | ---------- | -------------- | ------------------------------------------------- |
| 馮俊凱       | 中華民国   | 1988年11月2日  | 宇都宮ブリッツェン                                |
| 沢田時       | 日本       | 1994年1月12日  | 宇都宮ブリッツェン（ロード・シクロクロス・MTB）   |
| 谷順成       | 日本       | 1994年8月4日   | 宇都宮ブリッツェン                                |
| 坂井洋       | 日本       | 1994年10月25日 | 宇都宮ブリッツェン（バンクリーグ専属ライダー）    |
| 岡篤志       | 日本       | 1995年9月3日   | JCLチーム右京                                     |
| 小野寺玲     | 日本       | 1995年9月3日   | ヴィクトワール広島                                |
| Ruben ACOSTA | コロンビア | 1996年8月20日  | 宇都宮ブリッツェン                                |
| 貝原涼太     | 日本       | 1997年8月16日  | 宇都宮ブリッツェン                                |
| 武山晃輔     | 日本       | 1997年11月22日 | 宇都宮ブリッツェン                                |
| 花田聖誠     | 日本       | 1998年7月31日  | 宇都宮ブリッツェン                                |
| 菅野蒼羅     | 日本       | 2004年4月1日   | 宇都宮ブリッツェン                                |
| 阿蘓来夢     | 日本       | 2005年2月1日   | 2025年6月1日加入 作新学院大学／ブラウブリッツェン |
| 秋元碧       | 日本       | 2007年3月10日  | 京都府立北桑田高等学校自転車競技部                |

## 歴代陣容
歴代監督
- 柿沼章 2009
- 栗村修 2010 - 2013
- 清水裕輔 2014 - 2022
- 西村大輝 2023 - 2024

| 2009年陣容 | 2009年陣容 | 2009年陣容     | 2009年陣容                   |
| 選手名     | 国籍       | 生年月日       | 前年所属チーム               |
| ---------- | ---------- | -------------- | ---------------------------- |
| 廣瀬佳正   | 日本       | 1977年10月21日 | スキル・シマノ               |
| 柿沼章     | 日本       | 1972年4月24日  | チームブリヂストン・アンカー |
| 小坂光     | 日本       | 1988年10月21日 | SUWAKO RACING TEAM           |
| 長沼隆行   | 日本       | 1985年4月16日  | チームブリヂストン・アンカー |
| 中山卓士   | 日本       | 1989年3月23日  | Team COLNAGO                 |
| 中里聡史   | 日本       | 1978年11月14日 | HONDA R＆D                   |
| 斉藤翔太   | 日本       | 1986年5月13日  | Team Comrade GIANT           |
| 清水良行   | 日本       | 1982年12月1日  | チームNIPPO・エンデカ        |
| 針谷千紗子 | 日本       | 1989年12月25日 | KINAN muur-king.com          |

| 2013年陣容                           | 2013年陣容 | 2013年陣容     | 2013年陣容                           |
| 選手名                               | 国籍       | 生年月日       | 前年所属チーム                       |
| ------------------------------------ | ---------- | -------------- | ------------------------------------ |
| 中村誠                               | 日本       | 1983年1月12日  |                                      |
| 鈴木真理                             | 日本       | 1974年12月25日 | キャノンデール・スペースゼロポイント |
| 普久原奨                             | 日本       | 1981年10月15日 |                                      |
| 飯野智行                             | 日本       | 1989年10月5日  |                                      |
| 鈴木近成                             | 日本       | 1989年12月16日 | ボンシャンス飯田                     |
| 郡司昌紀                             | 日本       | 1990年7月19日  | 中央大学                             |
| 堀孝明                               | 日本       | 1992年7月1日   |                                      |
| 城田大和                             | 日本       | 1994年11月25日 | 沖縄県立北中城高等学校               |
| 小坂光（シクロクロス）               | 日本       | 1988年10月21日 |                                      |
| 小坂光はロードでは那須ブラーゼン所属 |            |                |                                      |

| 2014年陣容             | 2014年陣容 | 2014年陣容     | 2014年陣容                       |
| 選手名                 | 国籍       | 生年月日       | 前年所属チーム                   |
| ---------------------- | ---------- | -------------- | -------------------------------- |
| 鈴木真理               | 日本       | 1974年12月25日 |                                  |
| 増田成幸               | 日本       | 1983年10月23日 | キャノンデール・プロサイクリング |
| 鈴木譲                 | 日本       | 1985年11月6日  | シマノレーシング                 |
| 阿部嵩之               | 日本       | 1986年6月12日  | TeamUKYO                         |
| 大久保陣               | 日本       | 1988年10月8日  | TeamUKYO                         |
| 青柳憲輝               | 日本       | 1989年2月21日  | シマノレーシング                 |
| 堀孝明                 | 日本       | 1992年7月1日   |                                  |
| 城田大和               | 日本       | 1994年11月25日 |                                  |
| 小坂光（シクロクロス） | 日本       | 1988年10月21日 |                                  |

| 2015年陣容             | 2015年陣容 | 2015年陣容     | 2015年陣容     |
| 選手名                 | 国籍       | 生年月日       | 前年所属チーム |
| ---------------------- | ---------- | -------------- | -------------- |
| 鈴木真理               | 日本       | 1974年12月25日 |                |
| 増田成幸               | 日本       | 1983年10月23日 |                |
| 鈴木譲                 | 日本       | 1985年11月6日  |                |
| 阿部嵩之               | 日本       | 1986年6月12日  |                |
| 大久保陣               | 日本       | 1988年10月8日  |                |
| 青柳憲輝               | 日本       | 1989年2月21日  |                |
| 堀孝明                 | 日本       | 1992年7月1日   |                |
| 城田大和               | 日本       | 1994年11月25日 |                |
| 小坂光（シクロクロス） | 日本       | 1988年10月21日 |                |

| 2016年陣容             | 2016年陣容 | 2016年陣容     | 2016年陣容           |
| 選手名                 | 国籍       | 生年月日       | 前年所属チーム       |
| ---------------------- | ---------- | -------------- | -------------------- |
| 鈴木真理               | 日本       | 1974年12月25日 |                      |
| 増田成幸               | 日本       | 1983年10月23日 |                      |
| 鈴木譲                 | 日本       | 1985年11月6日  |                      |
| 阿部嵩之               | 日本       | 1986年6月12日  |                      |
| 大久保陣               | 日本       | 1988年10月8日  |                      |
| 飯野智行               | 日本       | 1989年10月5日  | ブラウ・ブリッツェン |
| 堀孝明                 | 日本       | 1992年7月1日   |                      |
| 雨澤毅明               | 日本       | 1995年2月4日   | 那須ブラーゼン       |
| 小野寺玲               | 日本       | 1995年9月3日   | 那須ブラーゼン       |
| 小坂光（シクロクロス） | 日本       | 1988年10月21日 |                      |

| 2017年陣容             | 2017年陣容 | 2017年陣容     | 2017年陣容                   |
| 選手名                 | 国籍       | 生年月日       | 前年所属チーム               |
| ---------------------- | ---------- | -------------- | ---------------------------- |
| 鈴木真理               | 日本       | 1974年12月25日 |                              |
| 増田成幸               | 日本       | 1983年10月23日 |                              |
| 鈴木譲                 | 日本       | 1985年11月6日  |                              |
| 阿部嵩之               | 日本       | 1986年6月12日  |                              |
| 飯野智行               | 日本       | 1989年10月5日  |                              |
| 馬渡伸弥               | 日本       | 1994年6月25日  | 鹿屋体育大学                 |
| 雨澤毅明               | 日本       | 1995年2月4日   |                              |
| 小野寺玲               | 日本       | 1995年9月3日   |                              |
| 岡篤志                 | 日本       | 1995年9月3日   | 弱虫ペダルサイクリングチーム |
| 小坂光（シクロクロス） | 日本       | 1988年10月21日 |                              |

| 2018年陣容             | 2018年陣容 | 2018年陣容     | 2018年陣容                                 |
| 選手名                 | 国籍       | 生年月日       | 前年所属チーム                             |
| ---------------------- | ---------- | -------------- | ------------------------------------------ |
| 増田成幸               | 日本       | 1983年10月23日 |                                            |
| 鈴木譲                 | 日本       | 1985年11月6日  |                                            |
| 阿部嵩之               | 日本       | 1986年6月12日  |                                            |
| 飯野智行               | 日本       | 1989年10月5日  |                                            |
| 鈴木龍                 | 日本       | 1992年9月29日  | ブリヂストン・アンカー・サイクリングチーム |
| 馬渡伸弥               | 日本       | 1994年6月25日  |                                            |
| 雨澤毅明               | 日本       | 1995年2月4日   |                                            |
| 小野寺玲               | 日本       | 1995年9月3日   |                                            |
| 岡篤志                 | 日本       | 1995年9月3日   |                                            |
| 小坂光（シクロクロス） | 日本       | 1988年10月21日 |                                            |

| 2019年陣容 | 2019年陣容 | 2019年陣容     | 2019年陣容                       |
| 選手名     | 国籍       | 生年月日       | 前年所属チーム                   |
| ---------- | ---------- | -------------- | -------------------------------- |
| 増田成幸   | 日本       | 1983年10月23日 |                                  |
| 鈴木譲     | 日本       | 1985年11月6日  |                                  |
| 阿部嵩之   | 日本       | 1986年6月12日  |                                  |
| 小坂光     | 日本       | 1988年10月21日 |                                  |
| 鈴木龍     | 日本       | 1992年9月29日  |                                  |
| 堀孝明     | 日本       | 1992年7月1日   | チーム ブリヂストン サイクリング |
| 小野寺玲   | 日本       | 1995年9月3日   |                                  |
| 岡篤志     | 日本       | 1995年9月3日   |                                  |

| 2020年陣容 | 2020年陣容 | 2020年陣容     | 2020年陣容                                |  |
| 選手名     | 国籍       | 生年月日       | 前年所属チーム                            |  |
| ---------- | ---------- | -------------- | ----------------------------------------- |  |
| 増田成幸   | 日本       | 1983年10月23日 |                                           |  |
| 鈴木譲     | 日本       | 1985年11月6日  |                                           |  |
| 阿部嵩之   | 日本       | 1986年6月12日  |                                           |  |
| 小坂光     | 日本       | 1988年10月21日 |                                           |  |
| 大久保陣   | 日本       | 1988年10月8日  | キナンサイクリングチーム                  |  |
| 鈴木龍     | 日本       | 1992年9月29日  |                                           |  |
| 堀孝明     | 日本       | 1992年7月1日   |                                           |  |
| 西村大輝   | 日本       | 1994年10月20日 | NIPPO・ヴィーニファンティーニ・ファイザネ |  |
| 小野寺玲   | 日本       | 1995年9月3日   |                                           |  |
| 中村魁斗   | 日本       | 1997年1月20日  | 那須ブラーゼン                            |  |

| 2021年陣容 | 2021年陣容 | 2021年陣容     | 2021年陣容               |
| 選手名     | 国籍       | 生年月日       | 前年所属チーム           |
| ---------- | ---------- | -------------- | ------------------------ |
| 増田成幸   | 日本       | 1983年10月23日 |                          |
| 阿部嵩之   | 日本       | 1986年6月12日  |                          |
| 小坂光     | 日本       | 1988年10月21日 |                          |
| 堀孝明     | 日本       | 1992年7月1日   |                          |
| 西村大輝   | 日本       | 1994年10月20日 |                          |
| 小野寺玲   | 日本       | 1995年9月3日   |                          |
| 小嶋渓円   | 日本       | 1996年12月23日 | イナーメ信濃山形         |
| 中村魁斗   | 日本       | 1997年1月20日  |                          |
| 貝原涼太   | 日本       | 1997年8月16日  | 愛三工業レーシングチーム |
| 及川一総   | 日本       | 1998年1月20日  |                          |

| 2022年陣容 | 2022年陣容 | 2022年陣容     | 2022年陣容     |
| 選手名     | 国籍       | 生年月日       | 前年所属チーム |
| ---------- | ---------- | -------------- | -------------- |
| 増田成幸   | 日本       | 1983年10月23日 |                |
| 阿部嵩之   | 日本       | 1986年6月12日  |                |
| 小坂光     | 日本       | 1988年10月21日 |                |
| 堀孝明     | 日本       | 1992年7月1日   |                |
| 西村大輝   | 日本       | 1994年10月20日 |                |
| 小野寺玲   | 日本       | 1995年9月3日   |                |
| 宮崎泰史   | 日本       | 1999年9月5日   |                |
| 中村魁斗   | 日本       | 1997年1月20日  |                |
| 貝原涼太   | 日本       | 1997年8月16日  |                |
| 及川一総   | 日本       | 1998年1月20日  |                |
| 宮崎泰史   | 日本       | 1999年9月5日   |                |

| 2023年陣容 | 2023年陣容 | 2023年陣容     | 2023年陣容                                                            |
| 選手名     | 国籍       | 生年月日       | 前年所属チーム・（参加競技）                                          |
| ---------- | ---------- | -------------- | --------------------------------------------------------------------- |
| 阿部嵩之   | 日本       | 1986年6月12日  |                                                                       |
| 小坂光     | 日本       | 1988年10月21日 | （ロード・シクロクロス）                                              |
| 馮俊凱     | 中華民国   | 1988年11月2日  | バーレーン・ヴィクトリアス                                            |
| 堀孝明     | 日本       | 1992年7月1日   |                                                                       |
| 沢田時     | 日本       | 1994年1月12日  | チーム ブリヂストン サイクリング （ロード・シクロクロス・MTB）        |
| 谷順成     | 日本       | 1994年8月4日   | 那須ブラーゼン                                                        |
| 坂井洋     | 日本       | 1994年10月25日 | 日本競輪選手会栃木県支部 （競輪選手は継続しバンクリーグ専属ライダー） |
| 小野寺玲   | 日本       | 1995年9月3日   |                                                                       |
| 中村魁斗   | 日本       | 1997年1月20日  |                                                                       |
| 本多晴飛   | 日本       | 2000年4月2日   | Team UKYO SAGAMIHARA                                                  |

| 2024年陣容   | 2024年陣容 | 2024年陣容     | 2024年陣容                                      |
| 選手名       | 国籍       | 生年月日       | 前年所属チーム・（参加競技）                    |
| ------------ | ---------- | -------------- | ----------------------------------------------- |
| 馮俊凱       | 中華民国   | 1988年11月2日  | 宇都宮ブリッツェン                              |
| 沢田時       | 日本       | 1994年1月12日  | 宇都宮ブリッツェン（ロード・シクロクロス・MTB） |
| 谷順成       | 日本       | 1994年8月4日   | 宇都宮ブリッツェン                              |
| Yecid SIERRA | コロンビア | 1994年8月16日  | Tianyoude Hotel Cycling Team                    |
| 坂井洋       | 日本       | 1994年10月25日 | 宇都宮ブリッツェン（バンクリーグ専属ライダー）  |
| Ruben ACOSTA | コロンビア | 1996年8月20日  | （2022）Equipo Continental Supergiros(CT)       |
| 貝原涼太     | 日本       | 1997年8月16日  | 日本競輪選手養成所                              |
| 武山晃輔     | 日本       | 1997年11月22日 | JCLチーム右京                                   |
| 花田聖誠     | 日本       | 1998年7月31日  | キナンレーシング                                |
| 本多晴飛     | 日本       | 2000年4月2日   | 宇都宮ブリッツェン                              |
| 菅野蒼羅     | 日本       | 2004年4月1日   | チームユーラシア・IRCタイヤ                     |

## 主な番組
- とちぎテレビ 『Ride ON!』 ※廣瀬佳正や選手などが出演
- CRT栃木放送 『CRTイヴニングタイムズ ブリッツェンのイナズマRadio!!』
- RADIO BERRY 76.4FM
  - 『B-BOX“Allez!BLITZEN”』2014年3月31日で終了
  - 『B・E・A・T（毎週火曜日18:00より）とちぎロードスピリッツ』
- NHK宇都宮放送局周波数 宇都宮80.3MHz『とちぎ6時です! ブリッツェンVロード』
- コミュニティFM ミヤラジ 『ミヤラジレジェンド（毎週水曜日19:00より）』※毎月第三水曜日に小野寺玲またはブリッツェンラヴァーズが出演
- Web R@dio Station"くりらじ"『“BLITZEN Podcast”』 2013年12月26日で終了
- ミヤラジUST配信の準備放送で毎月第三水曜日にブリッツェンのコーナーが設けられていたが、ミヤラジのコミュニティFM開局のため、2017年2月15日配信で終了した。

当初は廣瀬佳正がコーナーMC担当していた。2015年-2016年は堀孝明がコーナーMC担当。

## 宇都宮ブリッツェン米

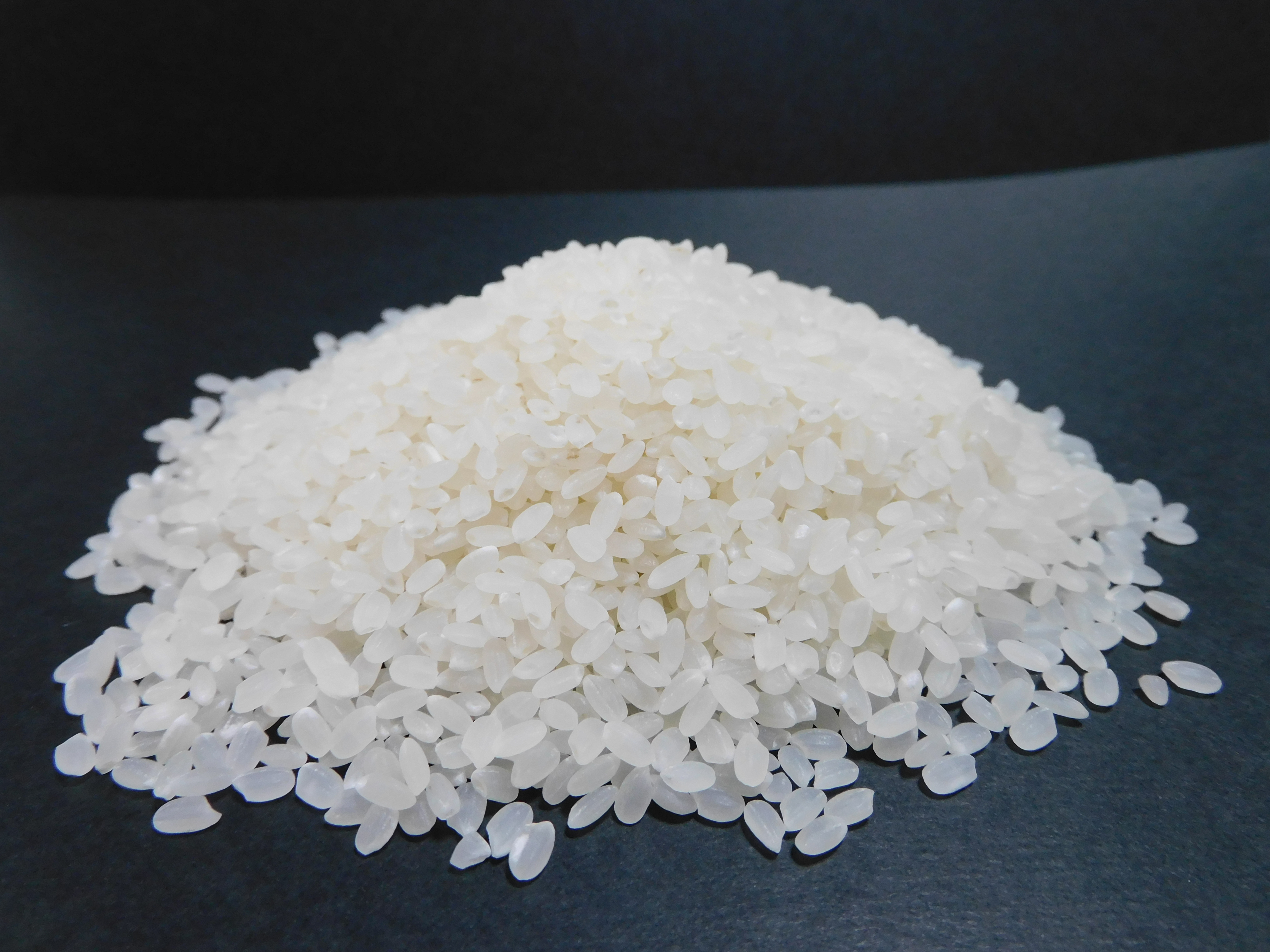
宇都宮ブリッツェン米

ブリッツェンは、宇都宮市城山地区の農家と連携して宇都宮ブリッツェンファームを組織し、宇都宮大学が育成したコメの品種「ゆうだい21」を栽培して「宇都宮ブリッツェン米」のブランドで販売している。